# Station Grembergen
Station Grembergen, ook wel station Dendermonde-Noord genoemd, is een voormalige spoorweghalte in Grembergen, een deelgemeente van de stad Dendermonde op de spoorlijn 57 (Aalst - Dendermonde - Lokeren) en spoorlijn 56 (Grembergen - Sint-Niklaas).

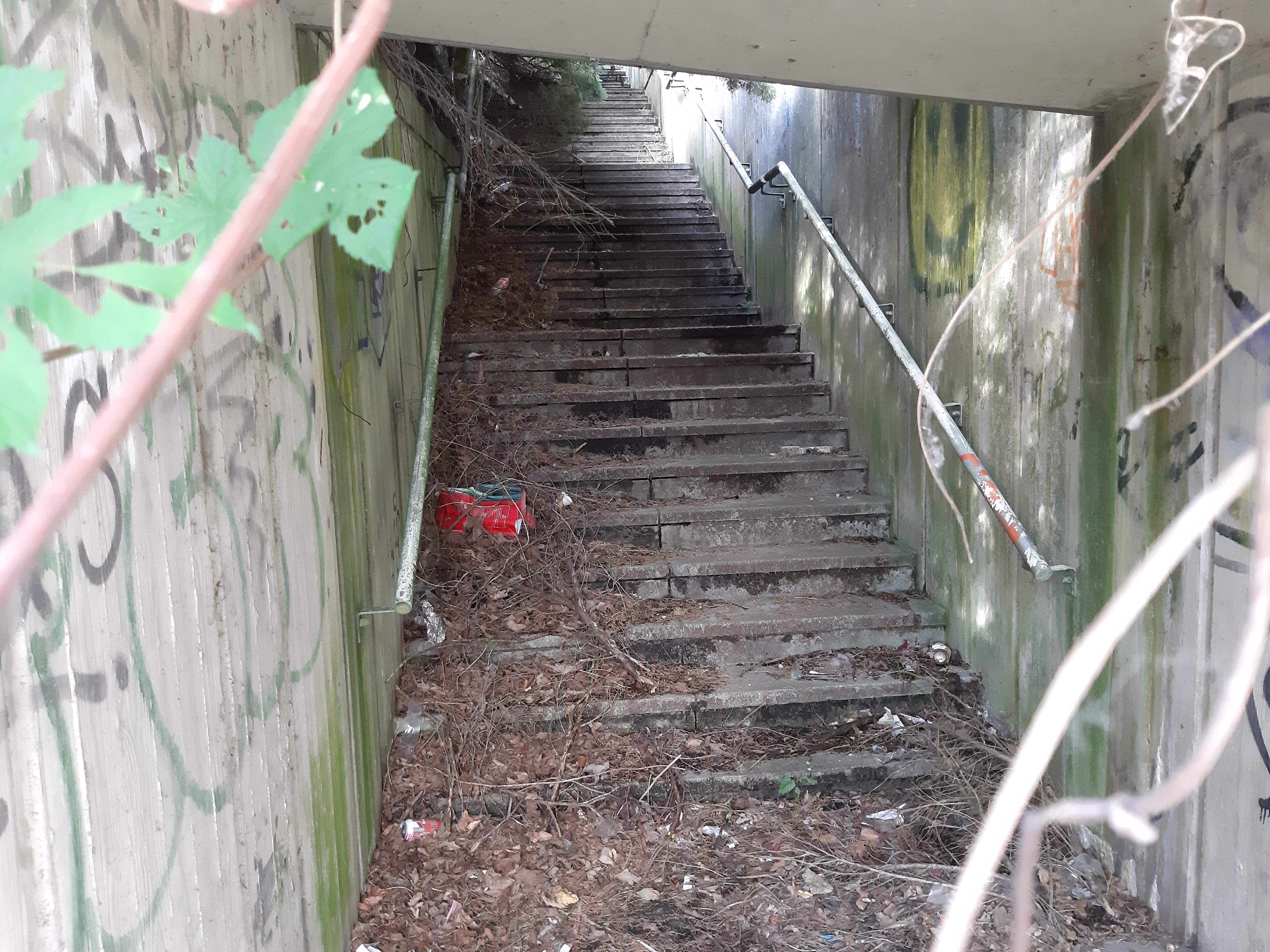
Trappen naar het voormalige station Grembergen

De stopplaats werd samen met station Bokselaar gesloten na de invoering van IC/IRE-treinen tussen Dendermonde en Lokeren. Na het invoeren van S-treinen op spoorlijn 57 wordt het het idee om de stations Bokslaar en Grembergen te heropenen onderzocht door de NMBS.

## Aantal instappende reizigers
De grafiek en tabel geven het gemiddeld aantal instappende reizigers weer op een week-, zater- en zondag.
|      | Weekdag | Zaterdag | Zondag | 1981 | 113 | 14 | 0 |
| 1982 | 116     | 3        | 0      |      |     |    |   |
| 1983 | 117     | 4        | 0      |      |     |    |   |

0,0: Aalst ·
2,5: Hofstade ·
5,5: Gijzegem ·
9,7: Oudegem ·
12,3: Dendermonde ·
15,0: Grembergen ·
18,4: Huivelde ·
20,7: Zele ·
24,0: Bokselaar ·
26,9: Dender & Waas ·
27,0: Lokeren